# 東書文庫
東書文庫（とうしょぶんこ）は、東京都北区栄町にある教科書図書館。
東京書籍株式会社が運営する。

## 概要
東書文庫は、1936年（昭和11年）に東京書籍創立25周年を記念して開設された、日本で最初にできた教科書図書館である。正式には「東京書籍株式会社附設教科書図書館　東書文庫」という。
1934年（昭和9年）、東京書籍創立25周年の記念事業として教科書専門の図書館が企画され、1936年（昭和11年）、建物の竣工と同時に開館した。
2018年（平成30年）時点では、教科書、板木、掛図、原画など、国の重要文化財76,420点を含む約16万点の資料を所蔵している。
建物は、1999年（平成11年）に東京都北区の有形文化財（建造物）の指定、2007年（平成19年）に経済産業省の近代化産業遺産（近代製紙業）の認定を受けている。

## 歴史
東京書籍第3代社長・石川正作は、「国定教科書はもちろん、藩学・寺子屋時代からの教科書や教授書、教育専門書など、今のうちに蒐集保存しておかなければ、いずれ散逸してしまうであろう」と案じ、1934年（昭和9年）、本社屋新築に際して、東京書籍創立25周年の記念事業の1つとして、教科書専門の図書館を企画した。企画に際して石川は、当時の文部省図書局長である柴田徹心に相談、柴田から熱心な支持を受けたという。図書館は新社屋とともに建設が進められた。
- 1936年（昭和11年）6月25日 - 竣工。図書館はこのとき「東書文庫」と命名され、中村不折の筆跡による表札を掲げて開館。開館当初の所蔵本は約1万冊。
- 1938年（昭和13年） - 文部省より明治時代を中心とした検定教科書約47,000冊が寄贈され、教科書関係専門の図書館として発展した。
- 1945年（昭和20年） - 4月13日、王子・赤羽地区を中心とした城北地域への空襲により辺り一面は火の海と化したが、東書文庫は焼失を免れ、建物や庭園は、今日まで開館当時の姿を残している。
- 1953年（昭和53年） - 館内に「東京教育研究所」が設立。
- 1962年（昭和37年） - 館内に展示室が開設され、往来物（寺子屋の教科書）から戦後の検定教科書までを展示するようになった。
- 1999年（平成11年） - 建物は、東京都北区の有形文化財（建造物）の指定を受けた。また、2007年（平成19年）、経済産業省の近代化産業遺産（近代製紙業）に認定された。
- 2009年（平成21年） - 「近代の教科書関係資料として我が国で最も代表的な資料群」であるとして、所蔵資料の一部（76,420点）が国の重要文化財に指定された。
- 2013年（平成25年） - 東京豊島区の謙堂文庫（石川謙・石川松太郎親子による往来物を中心としたコレクション）から往来物のコレクション3,340点を譲渡される。
- 2015年（平成27年） - 文化庁、東京都、北区と連携して、「国宝重要文化財等保存整備費補助金」を受け重要文化財の修復作業を進める。

## 所蔵資料
2018年（平成30年）時点では、約16万点の資料を所蔵している。
- 江戸時代に用いられていた教科書・往来物
- 明治・大正・昭和20年まで（戦前）の小学校の教科書
- 旧制中学校・高等女学校・実業高校・師範学校等教科書
- 墨塗り教科書
- 現制小学校・中学校・高等学校教科書・教師用指導書
- 学習指導要領
- テープ・プロッピー・CD-ROM
- 教育一般図書
- 掛図・版木

展示室には、教科書や版木、原画、掛図などが、時代ごとに系統だてて展示されている。

### 重要文化財
近代教科書関係資料
- 教科書類 75,277点
- 掛図 805点
- 原画 144点
- 板木 194点

明治から昭和時代にかけての教科書とその関連資料が指定対象になっている。教科書は文部省から東京書籍に下付された国定教科書の見本がまとまって所蔵されている。掛図は教室に掛けて用いられた視覚教材であるが、大型で傷みやすいため古いものが残っていることは少なく、東書文庫の所蔵品は掛図のまとまったコレクションとして貴重である。原画は教科書の挿絵や掛図のもとになった絵画で、水彩のほか、油彩や日本画もある。板木は国定教科書の挿絵に用いられた木版の原版である。木版の挿絵は昭和10年代まで用いられていたが、その後は印刷技術の進歩に伴い用いられなくなった。以上の資料は2009年（平成21年）に歴史資料として国の重要文化財に指定された。

## 建物
鉄筋コンクリート造り、2階建て（書庫は3層）。開館当時（昭和11年）の延床面積は734㎡。書庫内の階段と2層、3層の床や書架は鉄製でつくられている。1979年（昭和54年）に東京書籍創立70周年を記念して増築。現在の延床面積は1,359㎡。スクラッチタイル貼りの外装、１階ホールの丸窓、半円形に突き出た窓や玄関の庇を支える２本の円柱などに幾何学的なデザインが見られ、建物全体がアール・デコの様式を取り入れた意匠で統一されている。